# Bön-canon
De Bön-canon betreft de canon in de Tibetaanse religie bön. De Bön-canon is net als de Tibetaans boeddhistische canon verdeeld in een Kangyur die de oorspronkelijke teksten bevat en een Tengyur die de duiding binnen de bön geeft.
Met de vertaling van delen van De Kristallen Spiegel van Filosofische Systemen dat oorspronkelijk was geschreven door Thuken Lobzang Chokyi Nyima (1737-1802), maakte Sarat Chandra Das westerse wetenschappers voor het eerst bekend met het bestaan van een eigen canon van de bönreligie.
De Rus Joeri Rjorich was de eerste tibetoloog die - in 1928 - een complete set van de canon van de bön, ofwel de Bön-kanjur en Bön-tenjur, in handen kreeg. Leidend onderzoeker eind 20e, begin 21e eeuw van de Bön-canon is de Noor Per Kværne.